# NGC 6078
NGC 6078 est une vaste galaxie elliptique située dans la constellation d'Hercule. Sa vitesse par rapport au fond diffus cosmologique est de 9 459 ± 44 km/s, ce qui correspond à une distance de Hubble de 139,5 ± 9,8 Mpc (∼455 millions d'al). NGC 6078 a été découverte par l'astronome français Édouard Stephan en 1876.

## Supernova
La supernova SN 2011dv a été découverte dans NGC 6078 le 28 juin 2011 par Fabrizio Ciabattari du groupe ISSP (Italian Supernovae Search Project). Cette supernova était de type Ia.